# Les Effacés
 (décembre 2014).
Si vous disposez d'ouvrages ou d'articles de référence ou si vous connaissez des sites web de qualité traitant du thème abordé ici, merci de compléter l'article en donnant les références utiles à sa vérifiabilité et en les liant à la section « Notes et références ».
Les Effacés est une série de romans d'espionnage et thrillers jeunesse écrite par Bertrand Puard.

## Personnages principaux
Les personnages principaux sont cinq adolescents, légalement morts, parce que leurs parents avaient défié le pouvoir en place : Ilsa, Mathilde, Neil, Émile et Zacharie, Anouar et donc « effacés » par le professeur Nicolas Mandragore.

## Les différents tomes
La série principale se compose de six tomes ou « opérations » : Toxicité maximale, Krach ultime, Hors-jeu, Face à face, Sombre Aurore et Station Dumas. Un nouveau livre, Vol 1618, récemment publié, présente de nombreuses allusions et un univers commun, et pourrait laisser penser sans le dire que c'est une sorte de suite de la série.

### Toxicité maximale
Ilsa, Mathilde, Émile, Zacharie et Neil sont réunis par le mystérieux professeur Nicolas Mandragore : ils ont tous été « effacés » (légalement inexistants et enterrés dans de fausses tombes), parce que leurs parents, tués par des envoyés du gouvernement corrompu et autres personnes reliées directement ou pas à celui-ci, du président Étienne Hennebeau, partageaient le même but : la recherche de la vérité sur les scandales d'État. Mais alors que les adolescents sont enfin en sécurité dans une grande villa au sud de Paris, un milliardaire misanthrope du nom d'Amadieu projette de répandre un virus mortel pour vendre l'antivirus à prix d'or et multiplier sa fortune.
Les cinq adolescents vont devoir se battre dans le plus grand secret pour sauver le monde d'une pandémie et dévoiler la vérité

### Krash ultime
Quelques jours après la première mission des Effacés dans les laboratoires ProCure d'Amadieu, au moment où leur mentor s’apprête à divulguer à la presse la vérité sur le virus, un bien étrange incident survient à l’Elysée. Le Président de la République, Étienne Hennebeau, y reçoit quelques journalistes à déjeuner pour leur donner sa propre version des faits. Et l’un de ces journalistes découvre dans une poubelle rien moins qu’un doigt humain... La nouvelle a à peine le temps d’être évoquée dans quelques articles que, dès le lendemain, on n’en trouve plus aucune mention nulle part. Il n’en faut pas davantage pour éveiller la curiosité des Effacés et de leur mentor. À qui appartenait ce doigt ? Comment s’est-il retrouvé à l’Élysée ? Bientôt, d’autres incidents isolés, sans liens apparents, se multiplient partout en France... Les Effacés doivent agir vite pour sauver le monde.

### Hors-jeu
Lors d’un match de foot, plusieurs joueurs tombent raides morts d’un coup, la lumière s’éteint et lorsqu’elle se rallume les corps ont disparu.
Les effacés cherchent à découvrir ce qu’il s’est réellement passé, leur mentor les envoie sur la piste de son premier « effacés »  qui en sait long sur l’histoire et les aide à, en partie, démasquer les coupables.

### Face à face
Un soir, au palais de l'émir Al Rayan, un commando débarque dans le palais : leurs motifs? La vérité sur les affaires Hennebeau, à la veille du second tour de l'élection présidentielle. Mais où se cache les Éffacés? Depuis que la villa de la Chevreuse été supprimé ils restent introuvables...

### Sombre Aurore
Mathilde avoue à Émile son secret sur Nicolas Mandragore: la villa de Mandragore de son vrai nom: Jean-Batiste Decimes.

### Station Dumas
Alors que Paris se remet de graves émeutes, un incident survient : un film racontant les aventures des Effacés sort et menace le gouvernement français entier. Ce dernier épisode révèle la vérité de la vengeance de Mandragore. La vérité sur la vie de Mandragore qui se nomme : Jean Baptiste Decimes, Ilan Morta sa femme et Aurore leur fille disparue à 8 ans (30 ans auparavant). La mort D'Ilian Morta la mère d'Aurore, la mort de Destin et "la mort de Jean Baptiste Decimes"....  
Les Effacés se séparent en quatre groupes Ilsa et Zacharie au Sud, José et Anke au Nord, Neil et Anourd à l'est, Elissa et Mathilde à l'ouest. 
Dans le prologue: 
Nous découvrons que Jean Baptiste Decimes n'est pas mort.. 

## Personnages

### Nicolas Mandragore, le mentor
(décembre 2016).
Améliorez-le ou discutez des points à vérifier. 
Nicolas Mandragore, le mentor des Effacés, livre peu à peu la vérité sur lui-même : quel est le secret de ses mains de kevlar[Quoi ?] ; le lien qui l'unit à Destin[Quoi ?] (l'homme fil de fer, l'éminence grise, le conseiller occulte) , à Mouret ou encore à Hennebeau. Toutes ces vérités apparaissent dans le tome 6 (Station Dumas).
Tout tourne autour de ce fameux soir à la station Dumas car tous les acteurs (Mandragore, Hennebeau, Mouret, Destin, Aurore et Ilian Morta) étaient présents. Plusieurs détails cependant sont troublants : le prince ressuscite[Quoi ?], cite du Machiavel, et on insiste sur la couleur de ses yeux. Se pourrait-il que ce soit une métaphore sur Mandragore ou tout simplement une partie de l'histoire ? Le mystère demeure pendant tout le tome. De grandes questions se posent sur ce que va révéler le tome six.

### Les Effacés
Ilsa, Neil, Emile, Mathilde et Zacharie sont les Effacés, des jeunes censés être morts au cours d'accidents, de suicides ou de meurtres. Nicolas Mandragore est leur riche mentor. Leurs avantages sont leur non-identification aux empreintes digitales et leur liberté par rapport à tous les devoirs citoyens.

### Alliés
José Alladin, fut un allié des Effacés dans le tome 3 de la saga "Hors-Jeu". Il est considéré comme le 1er Effacé de Nicolas Mandragore. Il les aida notamment en leur donnant des informations capitales sur Lev Stravoguine.
Anouar Allila, jeune surdoué de douze ans, les a aussi aidés à partir du tome 2. Il leur a été d'une aide précieuse en coordonnant les opérations depuis sa base.
Cristos Panarétos, ancien tueur à gages chargé de tuer Neil dans le tome 1 et gravement blessé par Ilsa, le croyant mort. Il les aida dans le tome 5 intitulé Sombre Aurore en tuant Alessandro.
Elissa, protégée de Amadieu dans le tome 1 et qui est recrutée par Mathilde. Elle possède une mystérieuse capacité : elle ne craint aucun virus.

### Ennemis
Dominique Destin, L'Éminence grise du président Hennebeau.
Jules Tergaim, commissaire et également pion de Destin et Marie-Anges Mouret.